# Peter Krešimir IV.
Peter Krešimir IV., hrvaški kralj, vladal od 1058 do 1074, sin kralja Štefana I. in kraljice Hicele, hčere Petra II. Orseola. Povezan je bil tudi z močno zadarsko rodbino Mandijevcev. Vzgojili so ga v Benetkah na dedovem dvoru v duhu zahodnoromanske civilizacije.

## Vladavina

### Verski spori
Začetek njegove vladavine je bil v znamenju povečanih notranjih verskih napetosti. Hrvaška je bila dežela na stičišču zahodnih in vzhodnih verskih vplivov, in ker sta se leta 1054 zahodna in vzhodna Cerkev dokončno ločili, sta bili v času Krešimirovega vladanja leta 1060 in 1064 organizirani dve cerkveni sinodi. Ti dve sinodi sta sprožali velike napetosti in celo spopade, saj so na njih delovali predstavniki papeža, protipapeža in glagoljašev, iz teh verskih trenj pa je kot glavna, čeprav ne popolna zmagovalka izšla Katoliška cerkev, ki se je zavzemala za bogoslužje v latinščini in ne v domačem jeziku.

### Ozemeljska širitev Hrvaške
Zadar z otoki je v prvih letih vladavine ponovno priznaval bizantinsko nadoblast, a v Bizancu je zaradi Seldžukov v Mali Aziji in Normanov v južni Italiji kmalu zavladalo precejšnje razsulo in Bizanc je bil Dalmacijo verjetno pripravljen dati v upravo hrvaškemu vladarju. Krešimir se je obenem povezal z zadarsko cerkvijo- vse to so verjetno pomembni razlogi zakaj je Petru Krešimirju okrog leta 1069 uspelo zavladati romanskim mestom v Dalmaciji. Zdi se, da so romanski prebivalci zaradi vladarjeve naklonjenosti simpatizirali s Petrom Krešimirjem. Krešimir se poslej imenuje »kralj Dalmacije in Hrvaške«, med letoma 1058 in 1069 naj bi kralju uspelo pridružiti Bosno, utrdil pa se je tudi v stari Slavoniji na severozahodu današnje Hrvaške, zato je vladar lahko zatrdil, da se je »naše kraljestvo razširilo na kopno in na morje.«
Dejanski obseg njegovega političnega uspeha ni povsem jasen: lažne listine o Krešimirjevi oblasti nad dalmatinskimi otoki in mesti morda ne odražajo dejanskega stanja. Po eni strani je možno, da odsotnost uporabe bizantinskega titularnega naziva pomeni od Bizanca neodvisno nadoblast nad dalmatinskimi romanskimi mesti, po drugi strani je hrvaški vladar Dalmacijo vsaj sprva iz rok Bizantincev lahko dobil le v upravo. Zunanje politične razmere so ob koncu vladavine postale negotove: leta 1071 so Seldžuki strahovito porazili Bizanc, zaradi česar so se balkanski Slovani uprli bizantinski nadvladi, po drugi strani so Madžari osvojili Srem in Beograd, Normani pa so krepili svoj vpliv v južni Italiji. Peter Krešimir je moral svojo oblast deliti. Sprva je bil kot prestolonaslednik in njegov nečak druga roka države Štefan, ki pa ga je okrog leta 1070 spodnesel slavonski ban Zvonimir Peter Krešimir je imel v zadnjih letih vladavine precej težav- poleg delitve oblasti z banom Zvonimirjem, so dalmatinska mesta so svojo avtonomijo branila z navezovanjem na Normane in slednji so leta 1075 hrvaškega vladarja, najverjetneje še Petra Krešimirja, premagali, ujeli in odpeljali v ujetništvo.

### Družbene spremembe
V času Krešimirjeve vladavine so se kulturne in etnične razlike med primorjem in zaledjem pričele zmanjševati, okrepila pa se je fevdalizacija oziroma razslojevanje hrvaške družbe. Vladar je na jadranski obali gradil tudi hrvaška mesta, med drugim tudi Biograd.